# 10.ª etapa del Giro de Italia 2021
La 10.ª etapa del Giro de Italia 2021 tuvo lugar el 18 de mayo de 2021 entre L'Aquila y Foligno sobre un recorrido de 139 km y fue ganada al esprint por el eslovaco Peter Sagan del equipo Bora-Hansgrohe. El colombiano Egan Bernal consiguió mantener el liderato antes de la primera jornada de descanso.

## Clasificación de la etapa
| L'Aquila - Foligno | etapa llana | (139 km) |

| \| Clasificación de la etapa \| Clasificación de la etapa \| Clasificación de la etapa \| Clasificación de la etapa \| Clasificación de la etapa \| \| Ciclista \| Ciclista \| Equipo \| Tiempo \| \| \| ------------------------- \| ------------------------- \| ------------------------- \| ------------------------- \| ------------------------- \| \| 1.º \| Peter Sagan \| Bora-Hansgrohe \| 3 h 10 min 56 s \| \| \| 2.º \| Fernando Gaviria \| UAE Team Emirates \| + 0 s \| \| \| 3.º \| Davide Cimolai \| Israel Start-Up Nation \| + 0 s \| \| \| 4.º \| Stefano Oldani \| Lotto-Soudal \| + 0 s \| \| \| 5.º \| Gianni Vermeersch \| Alpecin-Fenix \| + 0 s \| \| \| 6.º \| Dries De Bondt \| Alpecin-Fenix \| + 0 s \| \| \| 7.º \| Andrea Vendrame \| AG2R Citroën Team \| + 0 s \| \| \| 8.º \| Vincenzo Albanese \| Eolo-Kometa \| + 0 s \| \| \| 9.º \| Elia Viviani \| Cofidis \| + 0 s \| \| \| 10.º \| Juan Sebastián Molano \| UAE Team Emirates \| + 0 s \| \| |                       |                        |                 |
| |                       |                        |                 |
| Fuente: ProCyclingStats |                       |                        |                 |
| Clasificación de la etapa |                       |                        |                 |
| Ciclista | Ciclista              | Equipo                 | Tiempo          |
| 1.º | Peter Sagan           | Bora-Hansgrohe         | 3 h 10 min 56 s |
| 2.º | Fernando Gaviria      | UAE Team Emirates      | + 0 s           |
| 3.º | Davide Cimolai        | Israel Start-Up Nation | + 0 s           |
| 4.º | Stefano Oldani        | Lotto-Soudal           | + 0 s           |
| 5.º | Gianni Vermeersch     | Alpecin-Fenix          | + 0 s           |
| 6.º | Dries De Bondt        | Alpecin-Fenix          | + 0 s           |
| 7.º | Andrea Vendrame       | AG2R Citroën Team      | + 0 s           |
| 8.º | Vincenzo Albanese     | Eolo-Kometa            | + 0 s           |
| 9.º | Elia Viviani          | Cofidis                | + 0 s           |
| 10.º | Juan Sebastián Molano | UAE Team Emirates      | + 0 s           |

## Clasificaciones al final de la etapa
- Las clasificaciones finalizaron de la siguiente forma:[2]

### Clasificación general(Maglia Rosa)
| \| Clasificación general \| Clasificación general \| Clasificación general \| Clasificación general \| Clasificación general \| \| Ciclista \| Ciclista \| Equipo \| Tiempo \| \| \| --------------------- \| --------------------- \| ---------------------- \| --------------------- \| --------------------- \| \| 1.º \| Egan Bernal \| Ineos Grenadiers \| 38 h 30 min 17 s \| \| \| 2.º \| Remco Evenepoel \| Deceuninck-Quick Step \| + 14 s \| \| \| 3.º \| Aleksandr Vlásov \| Astana-Premier Tech \| + 22 s \| \| \| 4.º \| Giulio Ciccone \| Trek-Segafredo \| + 37 s \| \| \| 5.º \| Attila Valter \| Groupama-FDJ \| + 44 s \| \| \| 6.º \| Hugh Carthy \| EF Education-Nippo \| + 45 s \| \| \| 7.º \| Damiano Caruso \| Bahrain Victorious \| + 46 s \| \| \| 8.º \| Daniel Martin \| Israel Start-Up Nation \| + 52 s \| \| \| 9.º \| Simon Yates \| BikeExchange \| + 56 s \| \| \| 10.º \| Davide Formolo \| UAE Team Emirates \| + 1 min 02 s \| \| |                  |                        |                  |
| |                  |                        |                  |
| Fuente: ProCyclingStats |                  |                        |                  |
| Clasificación general |                  |                        |                  |
| Ciclista | Ciclista         | Equipo                 | Tiempo           |
| 1.º | Egan Bernal      | Ineos Grenadiers       | 38 h 30 min 17 s |
| 2.º | Remco Evenepoel  | Deceuninck-Quick Step  | + 14 s           |
| 3.º | Aleksandr Vlásov | Astana-Premier Tech    | + 22 s           |
| 4.º | Giulio Ciccone   | Trek-Segafredo         | + 37 s           |
| 5.º | Attila Valter    | Groupama-FDJ           | + 44 s           |
| 6.º | Hugh Carthy      | EF Education-Nippo     | + 45 s           |
| 7.º | Damiano Caruso   | Bahrain Victorious     | + 46 s           |
| 8.º | Daniel Martin    | Israel Start-Up Nation | + 52 s           |
| 9.º | Simon Yates      | BikeExchange           | + 56 s           |
| 10.º | Davide Formolo   | UAE Team Emirates      | + 1 min 02 s     |

### Clasificación por puntos(Maglia Ciclamino)
| Clasificación por puntos | Clasificación por puntos | Clasificación por puntos    | Clasificación por puntos | Clasificación por puntos |
| Ciclista                 | Ciclista                 | Equipo                      | Puntos                   |                          |
| ------------------------ | ------------------------ | --------------------------- | ------------------------ | ------------------------ |
| 1.º                      | Peter Sagan              | Bora-Hansgrohe              | 108 pts                  |                          |
| 2.º                      | Fernando Gaviria         | UAE Team Emirates           | 91 pts                   |                          |
| 3.º                      | Davide Cimolai           | Israel Start-Up Nation      | 91 pts                   |                          |
| 4.º                      | Tim Merlier              | Alpecin-Fenix               | 83 pts                   |                          |
| 5.º                      | Elia Viviani             | Cofidis                     | 79 pts                   |                          |
| 6.º                      | Giacomo Nizzolo          | Qhubeka Assos               | 76 pts                   |                          |
| 7.º                      | Matteo Moschetti         | Trek-Segafredo              | 42 pts                   |                          |
| 8.º                      | Filippo Tagliani         | Androni Giocattoli-Sidermec | 39 pts                   |                          |
| 9.º                      | Filippo Fiorelli         | Bardiani CSF Faizanè        | 39 pts                   |                          |
| 10.º                     | Dylan Groenewegen        | Jumbo-Visma                 | 36 pts                   |                          |

### Clasificación de la montaña(Maglia Azzurra)
| Clasificación de la montaña | Clasificación de la montaña | Clasificación de la montaña        | Clasificación de la montaña | Clasificación de la montaña |
| Ciclista                    | Ciclista                    | Equipo                             | Puntos                      |                             |
| --------------------------- | --------------------------- | ---------------------------------- | --------------------------- | --------------------------- |
| 1.º                         | Geoffrey Bouchard           | AG2R Citroën Team                  | 51 pts                      |                             |
| 2.º                         | Egan Bernal                 | Ineos Grenadiers                   | 48 pts                      |                             |
| 3.º                         | Gino Mäder                  | Bahrain Victorious                 | 44 pts                      |                             |
| 4.º                         | Bauke Mollema               | Trek-Segafredo                     | 23 pts                      |                             |
| 5.º                         | Giulio Ciccone              | Trek-Segafredo                     | 20 pts                      |                             |
| 6.º                         | Kobe Goossens               | Lotto-Soudal                       | 18 pts                      |                             |
| 7.º                         | Francesco Gavazzi           | Eolo-Kometa                        | 17 pts                      |                             |
| 8.º                         | Vincenzo Albanese           | Eolo-Kometa                        | 16 pts                      |                             |
| 9.º                         | Rein Taaramäe               | Intermarché-Wanty-Gobert Matériaux | 13 pts                      |                             |
| 10.º                        | Remco Evenepoel             | Deceuninck-Quick Step              | 13 pts                      |                             |

### Clasificación de los jóvenes(Maglia Bianca)
| Clasificación del mejor joven | Clasificación del mejor joven | Clasificación del mejor joven | Clasificación del mejor joven | Clasificación del mejor joven |
| Ciclista                      | Ciclista                      | Equipo                        | Tiempo                        |                               |
| ----------------------------- | ----------------------------- | ----------------------------- | ----------------------------- | ----------------------------- |
| 1.º                           | Egan Bernal                   | Ineos Grenadiers              | 38 h 30 min 17 s              |                               |
| 2.º                           | Remco Evenepoel               | Deceuninck-Quick Step         | + 14 s                        |                               |
| 3.º                           | Aleksandr Vlásov              | Astana-Premier Tech           | + 22 s                        |                               |
| 4.º                           | Attila Valter                 | Groupama-FDJ                  | + 44 s                        |                               |
| 5.º                           | Daniel Felipe Martínez        | Ineos Grenadiers              | + 1 min 13 s                  |                               |
| 6.º                           | Tobias Foss                   | Jumbo-Visma                   | + 2 min 23 s                  |                               |
| 7.º                           | Jai Hindley                   | Team DSM                      | + 4 min 28 s                  |                               |
| 8.º                           | João Almeida                  | Deceuninck-Quick Step         | + 4 min 56 s                  |                               |
| 9.º                           | Harold Tejada                 | Astana-Premier Tech           | + 7 min 35 s                  |                               |
| 10.º                          | Lorenzo Fortunato             | Eolo-Kometa                   | + 8 min 28 s                  |                               |

### Clasificación por equipos"Súper team"
| Clasificación por equipos | Clasificación por equipos | Clasificación por equipos | Clasificación por equipos |
| Equipo                    | Equipo                    | Tiempo                    |                           |
| ------------------------- | ------------------------- | ------------------------- | ------------------------- |
| 1.º                       | Ineos Grenadiers          | 115 h 34 min 02 s         |                           |
| 2.º                       | Team BikeExchange         | + 3 min 26 s              |                           |
| 3.º                       | Trek-Segafredo            | + 5 min 47 s              |                           |
| 4.º                       | Bahrain Victorious        | + 6 min 49 s              |                           |
| 5.º                       | Deceuninck-Quick Step     | + 7 min 44 s              |                           |
| 6.º                       | EF Education-Nippo        | + 10 min 49 s             |                           |
| 7.º                       | Team DSM                  | + 11 min 05 s             |                           |
| 8.º                       | Movistar Team             | + 14 min 07 s             |                           |
| 9.º                       | Jumbo-Visma               | + 20 min 07 s             |                           |
| 10.º                      | Astana-Premier Tech       | + 26 min 40 s             |                           |

## Abandonos
Ninguno.